# Congreso de Berlín

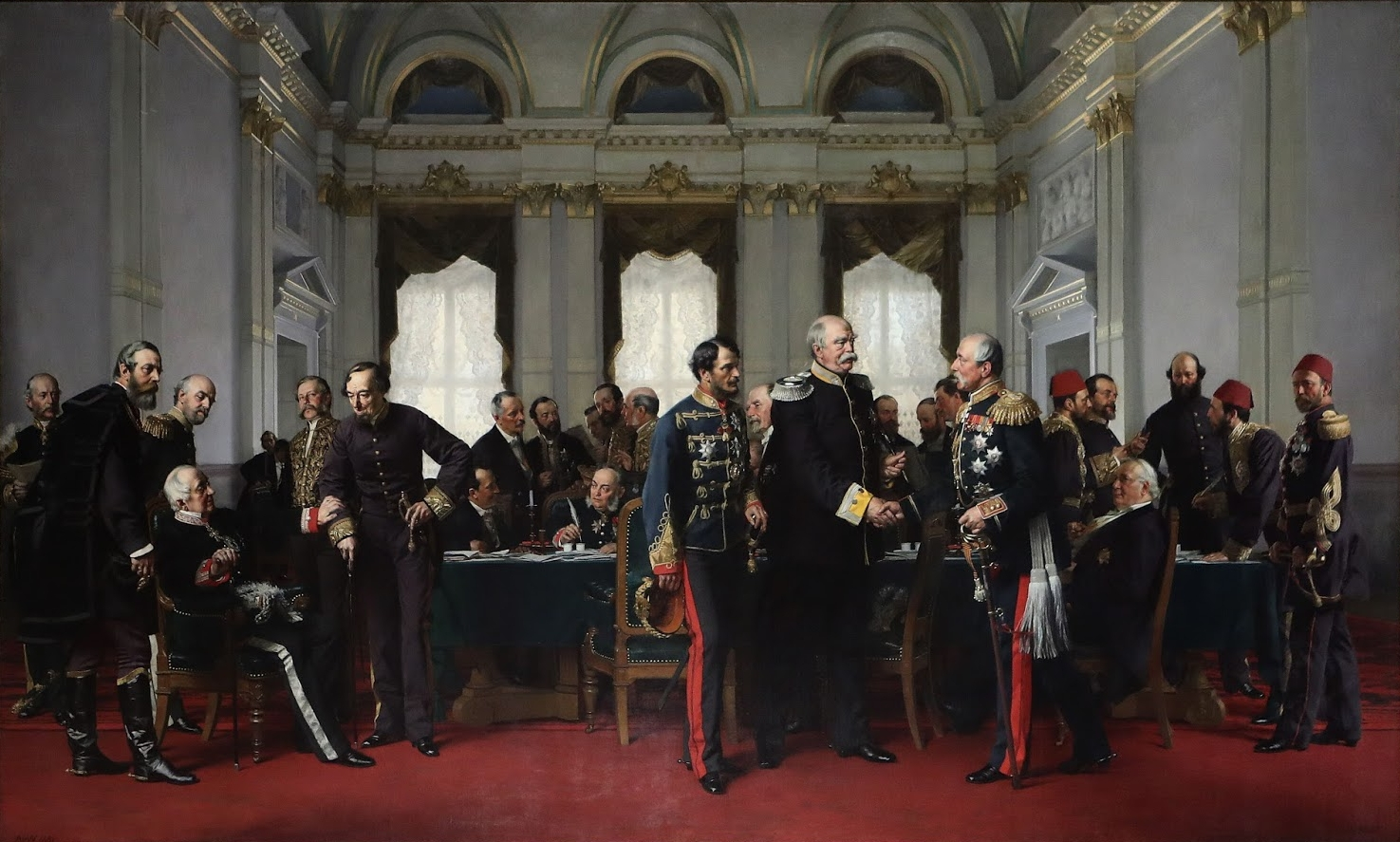
Congreso de Berlín, representación artística de Anton von Werner.

El Congreso de Berlín de 1878 fue una asamblea diplomática que se produjo en Berlín, del 13 de junio al 13 de julio de 1878 en la que los representantes de las mayores potencias europeas revisaron las condiciones territoriales y políticas impuestas por el Imperio ruso al Imperio otomano mediante el tratado de San Stefano (marzo de 1878) que había resultado de la  guerra ruso-turca de 1877–1878. El Congreso fue el resultado de una escalada de tensiones, en particular, la oposición británica a la hegemonía rusa sobre el Imperio otomano en los Balcanes mediante la creación de una «Gran Bulgaria» alineada con Rusia. Los términos del tratado de San Stefano eran pues inaceptables para los británicos, quienes consideraban que ponía en peligro al Imperio otomano, lo cual entraba en contradicción con sus intereses. Para asegurar el equilibrio de poder europeo a favor de su «espléndido aislamiento» logrado tras la Guerra de Crimea, Gran Bretaña estacionó la Flota del Mediterráneo cerca de Constantinopla para hacer respetar las demandas británicas. Liderados por el primer ministro Benjamin Disraeli, los británicos protestaron con la esperanza de conseguir que los rusos aceptaran asistir a una conferencia internacional que el canciller alemán Otto von Bismarck proponía celebrar en Berlín. Para evitar la guerra, se le pidió a Bismarck que mediara en una solución que restaurara la posición del Imperio otomano como contrapeso a la influencia rusa en el Mediterráneo y los Balcanes, de acuerdo con los principios del Tratado de París de 1856. 
El anfitrión y mediador del congreso, el canciller Bismarck, pretendía estabilizar los Balcanes, reducir el papel del derrotado Imperio otomano en la región y equilibrar los distintos intereses de Gran Bretaña, Rusia y Austria-Hungría. También quería evitar la dominación de los Balcanes por Rusia o la formación de una Gran Bulgaria, y mantener Constantinopla en manos otomanas. Por último, Bismarck quería fomentar el desarrollo de los derechos civiles de los judíos en la región. Bajo la influencia de Bismarck, el congreso despojó a los otomanos de muchas de sus posesiones europeas, pero se negó a concedérselas a Rusia y redujo masivamente las ganancias de Bulgaria (en comparación con el Principado de Bulgaria previsto por el tratado preliminar de San Stefano). 
Estuvieron presentes el Reino Unido de Gran Bretaña e Irlanda, el Imperio austrohúngaro, Francia, el Imperio alemán, el Reino de Italia, el Imperio ruso y el Imperio otomano. Delegados del Reino de Grecia, del Principado de Rumania, del Principado de Serbia y del Principado de Montenegro asistieron en las sesiones que trataban sobre sus estados, pero no eran integrantes del congreso.
Los territorios afectados obtuvieron diversos grados de independencia. Rumanía obtuvo la independencia total, aunque se vio obligada a ceder parte de Besarabia a Rusia, y ganó Dobruja del Norte. A Serbia y Montenegro también se les concedió la plena independencia, pero perdieron territorio, y Austria-Hungría ocupó la Sandžak junto con Bosnia y Herzegovina. Gran Bretaña tomó posesión de Chipre. Del territorio que permaneció dentro del Imperio Otomano, Bulgaria se convirtió en un principado semiindependiente, Rumelia Oriental se convirtió en una administración especial, y la región de Macedonia fue devuelta a los otomanos con la condición de reformas en su gobierno.
Los resultados fueron inicialmente aclamados como un éxito para la paz en la región, pero la mayoría de los participantes no quedaron satisfechos con el resultado. Los otomanos se sintieron humillados y vieron confirmada su debilidad como el «enfermo de Europa». Rusia se resintió por la falta de recompensas, a pesar de haber ganado la guerra que la conferencia debía resolver, y humillada por las otras grandes potencias en su rechazo al acuerdo de San Stefano. Serbia, Bulgaria y Grecia recibieron mucho menos de lo que creían merecer, especialmente Bulgaria, que se quedó con menos de la mitad del territorio previsto en el Tratado de San Stefano. Bismarck llegó a ser odiado por los nacionalistas rusos y los paneslavistas, y más tarde se dio cuenta de que había vinculado demasiado estrechamente a Alemania con Austria-Hungría en los Balcanes. Aunque Austria-Hungría ganó un territorio considerable, esto enfureció a los eslavos del sur y provocó décadas de tensiones en Bosnia-Herzegovina, que culminaron con el asesinato del archiduque Francisco Fernando.
A largo plazo, el acuerdo provocó un aumento de las tensiones entre Rusia y Austria-Hungría, y disputas sobre el nacionalismo en los Balcanes. El descontento con los resultados del congreso se fue enconando hasta estallar en la primera y segunda guerra de los Balcanes (1912 y 1913 respectivamente). El nacionalismo continuado en los Balcanes fue una de las causas de la Primera Guerra Mundial de 1914.
El tratado resultante firmado el 23 de julio, modifica al Tratado de San Stefano con el que Reino Unido de Gran Bretaña e Irlanda y el Imperio austrohúngaro no estaban conformes.

## Contexto histórico
Los rusos entraron en conflicto con el Imperio otomano ya en el siglo XVI, principalmente por los intentos de Rusia de establecer un puerto de aguas cálidas en el Mar Negro, que se encontraba en manos otomanas. Varias guerras entre estas dos potencias tuvieron lugar desde 1568 hasta mediados del siglo XIX, incluyendo la Guerra de Crimea (1853-1856). Esta guerra había opuesto ya al Imperio británico (apoyado por Francia y Cerdeña) al Imperio ruso, por el temor de que el Imperio otomano se sometiese al Imperio ruso.  
Rusia y los Balcanes se habían entre tanto visto envueltos por el paneslavismo, un movimiento que buscaba unir a todos los eslavos balcánicos bajo un mismo gobierno. Así, tras la victoria del Imperio otomano contra Serbia en 1876, el zar Alejandro II de Rusia, que se presentaba como protector de los súbditos cristianos del sultán, le declaró la guerra en abril de 1877. Los rusos querían recuperar las pérdidas territoriales sufridas durante la Guerra de Crimea, restablecerse en el Mar Negro y apoyar el movimiento político que intentaba liberar a las naciones balcánicas del Imperio otomano. La coalición liderada por Rusia ganó la guerra, haciendo retroceder a los otomanos hasta las puertas de Constantinopla, lo que provocó la intervención de las grandes potencias de Europa Occidental. Como resultado, Rusia logró reclamar provincias del Cáucaso, concretamente Kars y Batumi, y también se anexionó la región del Budzhak. Los principados de Rumania, Serbia y Montenegro, cada uno de los cuales había tenido soberanía de facto durante algunos años, proclamaron formalmente su independencia del Imperio otomano. Tras casi cinco siglos de dominación otomana (1396-1878), Bulgaria emergió como un estado autónomo con el apoyo y la intervención militar de Rusia. Los turcos fueron obligados a aceptar las duras condiciones del Tratado de San Stefano, firmado el 3 de marzo de 1878,  liberando a Rumania, Serbia y Montenegro del dominio turco, otorgando autonomía a Bosnia y Herzegovina y creando una enorme Bulgaria autónoma bajo protección rusa, la «Gran Bulgaria». El 3 de marzo sigue siendo fiesta nacional en Bulgaria, que tras el tratado de San Stefano se extendía sobre toda el área de lengua búlgara incluyendo la Macedonia y el rincón noreste de la actual Grecia. Las revueltas búlgaras de abril de 1876, reprimidas duramente (15 000 búlgaros muertos), habían llevado a Serbia a declarar la guerra al Imperio otomano, cuya victoria sobre Serbia desató la guerra entre los Imperios ruso y otomano. 
Los imperios británico y austrohúngaro se vieron enormemente alarmados por las ganancias rusas contenidas en el tratado y no quisieron admitirlo, El tratado, que había creado la «Gran Bulgaria», fue rechazado por considerarlo una muestra de ambición hegemónica paneslava en el sureste europeo. En la Rusia imperial, el paneslavismo significaba la creación de un estado eslavo unificado, bajo la dirección rusa, y era esencialmente sinónimo de la conquista rusa de la península balcánica.  La consecución de este objetivo habría otorgado a Rusia el control de los Dardanelos y el Bósforo, y por consiguiente, el control económico del Mar Negro y un poder geopolítico considerablemente mayor. 
Henry Kissinger, en su obra Diplomacia (1994) explica en relación con el Congreso de Berlín:

El congreso debía reunirse el 13 de junio de 1878. Sin embargo, antes de que se reuniera, Gran Bretaña y Rusia ya habían resuelto las cuestiones más importantes en un acuerdo firmado el 30 de mayo entre lord Salisbury y el nuevo ministro ruso de Exteriores, Shuválov. La «Gran Bulgaria», creada por el Tratado de Santo Stefano, fue reemplazada por tres entidades nuevas: un Estado independiente de Bulgaria, muy reducido; el Estado de la Rumelia oriental, entidad autónoma que técnicamente quedaba sometida a un gobernador turco, pero cuya administración sería supervisada por una comisión europea (precursora de los proyectos pacifistas de las Naciones Unidas en el siglo XX); y el resto de Bulgaria volvería a quedar bajo el gobierno turco. Se reducían así las ganancias de Rusia en Armenia. En acuerdos secretos y separados, Gran Bretaña prometió a Austria que apoyaría su ocupación de Bosnia-Herzegovina y aseguró al sultán que garantizaría la Turquía asiática. A cambio, el sultán concedió a Inglaterra el uso de Chipre como base naval. Cuando se reunió el Congreso de Berlín, el peligro de guerra que había obligado a Bismarck a ser el anfitrión casi se había disipado.
Henry Kissinger, Diplomacia (1994)

En efecto, británicos y austrohúngaros, descontentos con lo dispuesto en San Stefano, acudieron junto al resto de potencias a la conferencia berlinesa, convocada para tratar la crisis balcánica. Los británicos pactaron con los rusos la división de Bulgaria en dos unidades a lo largo de los montes Balcanes el 30 de mayo. Los austriacos, que temían quedarse solos en el congreso, también pactaron con los británicos, el 6 de junio: a cambio de ciertos acuerdos sobre Bulgaria, los británicos aceptaban respaldar las propuestas austrohúngaras sobre Bosnia-Herzegovina.

## Congreso

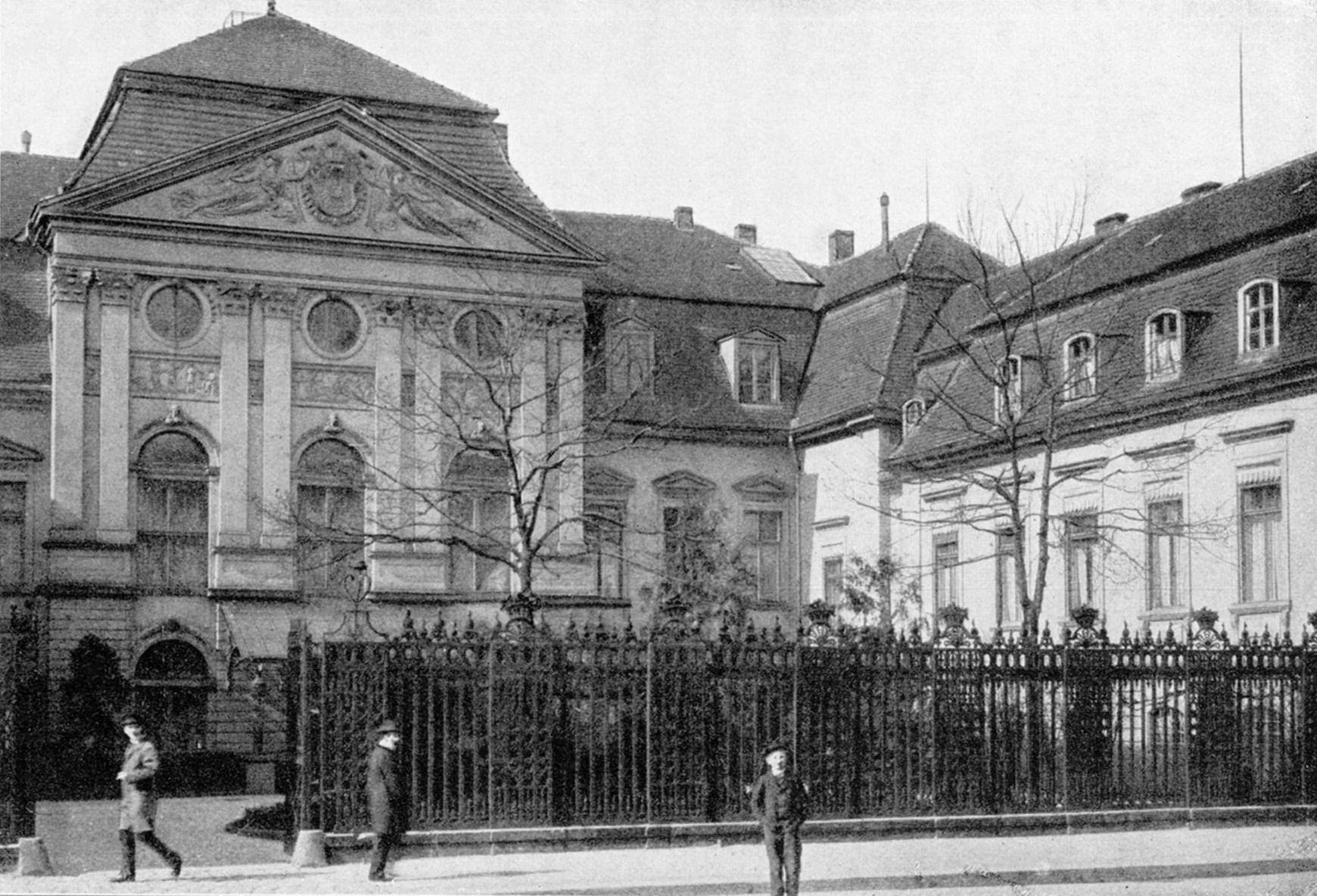
foto de 1895 del Reichstag, donde esta el congreso.

Tras las negociaciones preliminares, el congreso propiamente dicho dio comienzo del 13 de junio, presidido por Otto von Bismarck. Este dominó las negociaciones, en las que descolló asimismo el británico Disraeli. Los territorios balcánicos y el Imperio otomano también enviaron delegados, pero fueron arrumbados por los de las grandes potencias. Tras intensas negociaciones, el congreso concluyó con la firma del tratado homónimo el 13 de julio.

## Consecuencias del Congreso de Berlín
Los Estados que forman hoy en día la península balcánica fueron creados por la diplomacia europea, sobre todo británica, de tal manera que hubo profundos resentimientos, en particular, en Bulgaria. La salvaguardia del Imperio otomano, su dependencia de las potencias occidentales, la limitación de la influencia rusa, pero también, de la influencia griega (respectivamente paneslavismo y Megali Idea), habían sido conseguidos aprovechando la diversidad nacional de los Balcanes para crear pequeños Estados, rivales y opuestos. Todos debían estar ligados a las grandes potencias europeas a través de lazos diplomáticos y dinásticos, a menudo opuestos. Esto se resume en la fórmula de la «balcanización», proceso de fragmentación política que iba a desembocar en las guerras balcánicas y que contribuiría al comienzo de la Primera Guerra Mundial. Más adelante, la misma fórmula fue aplicada al proceso de destrucción de la Yugoslavia, entre los años 1991 a 1996.
El principio ruso de independencia inmediata de los Estados cristianos (ortodoxos), inscrito en el Tratado de San Stefano, fue anulado por el Congreso de Berlín, que preveía, bajo ciertas condiciones, un proceso de independencia progresiva. Las potencias occidentales exigieron, en cambio, al Imperio otomano que admitiera los derechos civiles y religiosos de los judíos situados bajo su Imperio, que incluía Palestina.
Bulgaria fue reducida a dos entidades separadas, una vasalla del Imperio otomano y, otra, como provincia autónoma de aquel Imperio. Inglaterra, primera potencia marítima, no quería que Rusia se acercase al estrecho del Bósforo (entre mar Negro y mar Mediterráneo). Del otro lado del mar Negro, en el Cáucaso, las conquistas rusas fueron limitadas. La mayor parte de Armenia se quedó dentro del Imperio otomano.
En Alemania, el canciller Bismarck, que había organizado el Congreso de Berlín, presentó sus conclusiones como una victoria para Alemania, al haber evitado un nuevo conflicto. Rusia había, sin embargo, estimado que Alemania iba a defender sus intereses y abogar en favor de sus victorias sobre el Imperio otomano. Una campaña de prensa antialemana se desató en Rusia. El embajador ruso en Londres, el conde Piotr Shuválov, fue despedido al año siguiente. En Gran Bretaña, el Congreso de Berlín fue percibido muy favorablemente, dado que el Imperio otomano conservaba una buena parte de sus territorios europeos y que, de este hecho, Rusia se quedaba alejada de Turquía, transformada en territorio bajo influencia europea. Los británicos se alegraban también de volverse protectores de los judíos en el Imperio otomano, de mismo modo que el Imperio ruso se presentaba como protector de los cristianos.
En el Sureste balcánico de Europa, las consecuencias del Congreso de Berlín fueron vistas de otra manera:
- Bulgaria, tras solo cuatro meses de libertad, se encontraba dividida en un pequeño principado de Bulgaria, vasalla del sultán, y la provincia otomana de Rumelia Oriental. Perdía tras el Congreso de Berlín la Macedonia, que volvía a ser otomana, a pesar de que allí se encontrase más de la mitad de los búlgarohablantes. El principado y la provincia fueron reunidos diez años después. Solo en el 1908 fue finalmente reconocida la independencia de Bulgaria. En el siglo XX, Bulgaria no dejó de intentar volver a sus fronteras del tratado de San Stefano, aliándose con Alemania en cada una de las dos guerras mundiales.

- Como Bulgaria, Montenegro y Serbia siguieron siendo aliados de Rusia. La ocupación por el Imperio austrohúngaro de Bosnia-Herzegovina (que se anexionó en 1908) y del Sandjak de Novi Pazar evacuado en 1908, interpuesto adrede entre Serbia y Montenegro, acentuaron la convicción de que solo Rusia era compatible con los intereses de los países eslavos y de religión ortodoxa. El recuerdo de la Cuarta Cruzada (saqueo de Constantinopla) alimentó sentimientos antioccidentales, percibidos como traicioneros frente al enemigo turco. En cambio los musulmanes y las minorías turcas se encontraron aliviados y se comportaron, en Bosnia, como fieles súbditos del Imperio austrohúngaro.

- Rumania se alejó de Rusia. Tuvo que ceder el sur de la Besarabia (Bolhrad, Cahul, Izmaíl, Kiliya, Vadul lui Isac y Valeni),[10] a pesar de haber luchado a su lado y de haber sufrido pérdidas importantes durante las batallas contra los otomanos. Además, su independencia fue definitivamente reconocida (aparte la Transilvania) por el Congreso de Berlín y recibió la mayor parte de la Dobruja (cerca del mar Negro).

## Otras disposiciones
- Óblast de Kars y Óblast de Batumi son confirmados como posesión del Imperio Ruso.
- Bosnia-Herzegovina pasa bajo control del Imperio austrohúngaro.
- Chipre pasa bajo control británico.
- El tratado asegura a Francia y el Reino de Italia la posibilidad de ocupar Túnez y Tripolitania (Libia).

## Participantes
Imperio alemán

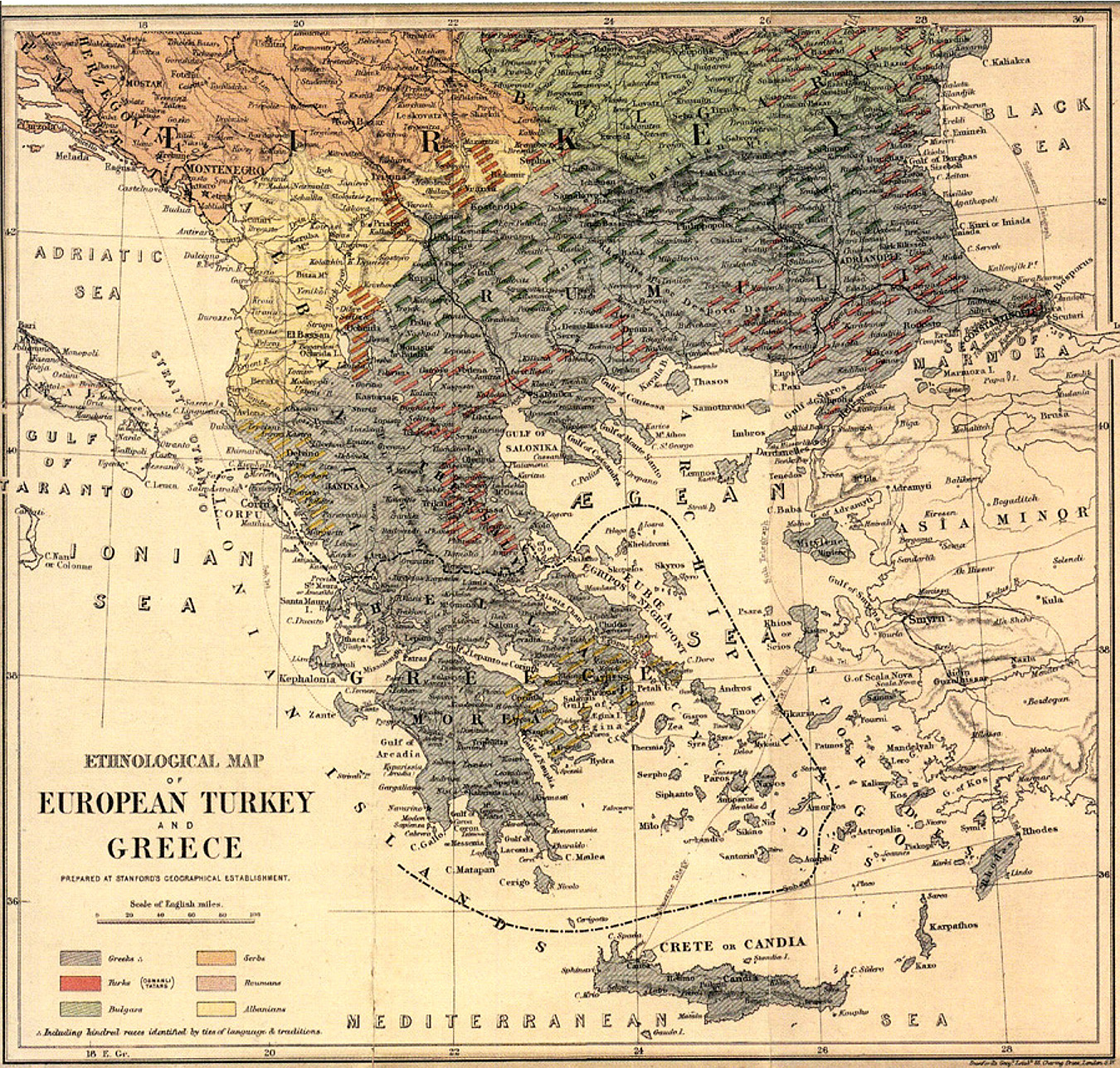

- Príncipe Otto von Bismarck de Bismarck, Canciller del Imperio Alemán
- Príncipe Chlodwig zu Hohenlohe-Schillingsfürst, Séptimo príncipe de Hohenlohe-Schillingsfürst y príncipe de Ratibor y Corvey
- Bernhard Ernst von Bülow

Imperio austrohúngaro
- Conde Gyula Andrássy
- Conde Alajos Károlyi
- Barón Heinrich Karl von Haymerle

Imperio otomano
- Pachá Alexander Caratheodori
- Sadullah Bey
- Pachá Mehmed Ali
- Catholicós Mkrtich Khrimian, en representación de los armenios

Imperio ruso
- Príncipe Aleksandr Gorchakov, Canciller del Imperio ruso
- Conde Piotr Shuválov
- Barón Paul d'Oubril

Principado de Montenegro
- Božo Petrović
- Stanko Radonjić

Principado de Serbia 
- Jovan Ristić

Principados Unidos de Valaquia y Moldavia 
- Ion C. Brătianu
- Mihail Kogălniceanu

Reino de Grecia
- Theodoros Deligiannis

Reino de Italia
- Conde Lodovico Corti
- Conde Eduardo de Launay

Reino Unido 
- Earl Benjamin Disraeli, Primer Earl de Beaconsfield, primer ministro del Reino Unido
- Marqués Robert Gascoyne-Cecil, Tercer Marqués de Salisbury, Secretario de Asuntos Exteriores y futuro primer ministro del Reino Unido
- Barón Odo Russell, Primer Barón de Ampthill

Tercera República Francesa 
- Monsieur William Henry Waddington
- Conde Charles Raymond de Saint-Vallier
- Monsieur Hippolyte Desprez